# Guerra hispanocristiana-musulmana de 1172-1212
La guerra hispanocristiana-musulmana de 1172-1212 es va lliurar entre els regnes cristians de Castella, Aragó, Navarra i Portugal i el califat almohade durant la Conquesta feudal hispànica. Va començar quan el califa almohade Yússuf I va atacar Castella des de Conca el 1172 i va acabar després de la victòria cristiana a la batalla de Las Navas de Tolosa el 1212, però encara es van produir petites escaramusses després de la batalla.

## Antecedents
El califat almoràvit havia caigut a Ibèria durant la Segona Croada i havia arribat el Segon Període de Taifas. Els almohades van arribar a Ibèria l'any 1146 però els cristians van conquerir ràpidament Santarém, Lisboa, Tortosa i Tarragona abans que ells. No va ser fins al 1173 que els almohades van acabar de conquerir les taifes. Els almohades, aprofitant que Alfons VIII de Castella encara era jove, van atacar Castella l'any 1172, iniciant la guerra.

## Guerra

### Primera fase (1172-1197)

#### Conca
El 1172, Yússuf I va iniciar una sèrie d'atacs a Castella i va destruir diverses petites guarnicions frontereres castellanes. També va intentar capturar Huete però va fracassar i es va veure obligat a retirar-se. Alfons VIII va aprofitar l'ocasió i va iniciar una contraofensiva a Conca, de la qual venia un gran perill ja que els almohades l'utilitzaven com a avançada en els seus continus atacs contra Castella. La ciutat estava ben fortificada, així que Alfons VIII, amb l'ajuda d'Alfons II d'Aragó, va dur a terme un llarg setge i la va capturar el 1177. Alfons VIII també va capturar Alarcón el 1183.

#### Incursions portugueses al territori almohade
El 1178, Sanç I de Portugal, encara príncep, va iniciar una campanya contra el califat almohade. Va assaltar Sevilla i Triana. Uns anys més tard, el 1182 o el 1183 una nova expedició portuguesa formada per milícies locals de Lisboa i Santarém va saquejar l'Ajarafe, la terra de pobles i oliveres a l'oest de Sevilla. Van prendre nombrosos captius.

#### Santarém
A la primavera de 1184, Yússuf I va atacar Santarem, Portugal, que va ser defensada per Alfons I de Portugal. En saber de l'atac de Yússuf I, Ferran II de Lleó va marxar amb les seves tropes cap a Santarém per donar suport a Alfons. Yússuf I, pensant que tenia tropes suficients per mantenir el setge, va enviar ordres perquè part del seu exèrcit marxés a Lisboa i assetgés també la ciutat. Les ordres van ser malinterpretades i el seu exèrcit, en veure que grans contingents d'homes abandonaven la batalla, es va confondre i va començar a retirar-se. Yússuf I, en un intent de reunir les seves tropes, va ser ferit per una ballesta i va morir el 29 de juliol de 1184.

#### Sud de Portugal
Yaqub al-Manṣur, el nou califa almohade, va decidir envair Portugal després de conquerir Silves. Yaqub es va unir a les forces de Sevilla i Granada i va posar setge a Silves però va deixar les operacions en mans de les tropes locals i va portar la major part del seu cos expedicionari a Còrdova. A Còrdova, el califa es va reunir amb una ambaixada d'Alfons VIII de Castella i van signar una treva, aquesta va ser una bona notícia per a Yaqub ja que va significar que podia centrar-se en la seva campanya contra Portugal. Va envair l'Alentejo i el poble de Torres Novas es va rendir. Va començar a assetjar Tomar però no va aconseguir capturar la ciutat. L'objectiu principal d'al-Manṣūr era capturar Santarém, que va assetjar el 1190 però va ser derrotat per Sanç I i els croats anglesos. Aquesta campanya va ser un fracàs.
El 1191, Yaqub va llançar un segon intent de reconquerir Silves. Va capturar Alcácer do Sal, Torres Novas, i més tard les poblacions de Palmela, Coina i Almada. Leiria va ser destruïda i els almohades van atacar fins al nord fins als voltants de Coïmbra. També va recuperar el castell d'Alvor. Per al seu segon setge de Silves, Yaqub va portar quatre vegades més màquines de setge que els defensors. Va començar el setge a finals de juny i va acabar el 25 de juliol, com una victòria almohade. També va capturar Beja. Després de signar una treva de cinc anys amb Sanç, Yaqub va tornar a Àfrica. Havia empès la frontera al nord fins al Tajo, deixant a Portugal només una fortalesa significativa al sud, a Évora.

#### Alarcos
Alfons VIII, un cop expirada la seva treva amb els almohades, va rebre notícies que Yaqub estava greument malalt a Marràqueix i que el seu germà Abu-Yahya, governador de l'Àndalus, havia travessat la Mediterrània per proclamar-se rei i prendre el control de Marràqueix. Va aprofitar l'oportunitat i va iniciar una expedició a Sevilla. Després d'haver aixafat amb èxit les ambicions del seu germà, Yaqub al-Mansur no es va quedar més remei que dirigir una expedició contra Castella, que ara amenaçava el seu imperi a Ibèria. El 4 de juliol, Yaqub i el seu exèrcit van creuar Despeñaperros i van avançar per la plana de Salvatierra. Un destacament de cavalleria de l'orde de Calatrava i alguns cavallers dels castells propers van intentar recollir notícies sobre la fortalesa almohade i el seu encapçalament però van ser envoltats d'escoltes musulmans i gairebé massacrats, però van aconseguir donar informació al rei castellà.
Alfons va reunir les seves forces a Toledo i va marxar cap a Alarcos, un lloc que marcava el límit sud del seu regne i on també s'estava construint una fortalesa. Els altres regnes cristians temien que els almohades triomfarien, així que Alfons VIII va rebre ofertes d'ajuda d'Alfons IX de Lleó i Sanç VI de Navarra, que va acceptar. Però en veure que trigaven a arribar, va decidir enfrontar-se sol als almohades. Quan el 16 de juliol es va presentar l'exèrcit almohade, Yaqub al-Mansur no va acceptar la batalla ni aquest dia ni l'endemà, preferint donar repòs a les seves forces; però aviat l'endemà, el 18 de juliol, els almohades es van formar per a la batalla al voltant d'un petit turó anomenat La Cabeza, a dos tirs d'arc d'Alarcos.
Era un exèrcit formidable, la força del qual Alfons VIII havia subestimat molt. El rei castellà va posar la major part de la seva cavalleria pesada en un cos compacte, d'unes 8.000 tropes, i va donar el seu comandament a Diego López II d'Haro. El mateix rei seguiria amb la infanteria i el odes militars. La majoria dels cavallers van girar cap a la seva esquerra i després d'una lluita ferotge van derrotar les forces andalusines d'Ibn Sanadid. Havien passat tres hores; just a la tarda, amb la calor intensa, el cansament i els míssils que no paraven de caure sobre ells van passar factura als cavallers blindats. Alfons va avançar amb totes les seves forces restants al cos a cos, només per trobar-se atacat per tots els costats i sota una pluja de fletxes. Durant un temps va lluitar cos a cos, fins que el seu guardaespatlles el va treure de l'acció, quasi per força; van fugir cap a Toledo. La infanteria castellana fou destruïda, juntament amb la majoria de les ordres que els havien donat suport; el senyor de Biscaia va intentar forçar-se a través de l'anell de les forces enemigues, però finalment va haver de buscar refugi a la fortalesa inacabada d'Alarcos amb només una part dels seus cavallers. El castell estava envoltat amb unes 3.000 persones atrapades a l'interior, la meitat dones i nens. Pedro Fernández de Castro, l'enemic del rei castellà que havia participat poc en l'acció, fou enviat per l'emir almohade per negociar la rendició; Diego López II d'Haro i els supervivents es van deixar anar, deixant com a ostatges dotze cavallers pel pagament d'un gran rescat.

#### Després d'Alarcos: aliança almohade-lleonesa i guerra castellanolleonesa
L'exèrcit de camp castellà havia estat destruït. El desenllaç de la batalla va sacsejar l'estabilitat del Regne de Castella durant diversos anys i tots els castells propers es van rendir o van ser abandonats: Malagón, Benavente, Calatrava la Vieja, Caracuel, i Torre de Guadalferza, i el camí cap a Toledo era ample. obert. No obstant això, ambdós bàndols van tenir baixes considerables, inclosos els almohades, que no van poder continuar amb la seva campanya. Els almohades van aconseguir una aliança amb el rei Alfons IX de Lleó, que estava enfadat amb Alfons VIII, que no va esperar que ell per lliurar la batalla a Alarcos.
Després d'això, Alfons IX de Lleó (amb ajuda almohade i navarresa), va declarar la guerra a Castella, que va ser recolzada per Aragó. Alfons VIII de Castella va llançar una invasió a Lleó, prenent Castroverde, Alba, Ardón, Coyanza i Castro de los Judíos de Mayorga . També es va apropar a Benavente (on hi havia Alfons IX i el seu exèrcit), va envair fins a l'oest del Bierzo (prop de Portugal) i va intentar capturar Astorga però no ho va aconseguir. El 1197, Alfons IX va recuperar Castro de los Judíos de Mayorga mentre que Alfons VIII va prendre Bárcena, Carpio i Pozuelo. Els almohades també van intentar envair Castella i van assetjar Toledo, Maqueda, Talavera de la Reina i Santa Olalla però només ho van aconseguir en l'última. Els almohades també van prendre Plasencia, el mont Angio i Turgelo.
Aquest conflicte va resultar ser una victòria militar castellana però no hi va haver canvis territorials perquè els estats pontificis van fer de mitjancers en el conflicte i van condemnar ambdós regnes per desaprovar el matrimoni entre Alfons IX i Berenguera de Castella (ja que portaria a una pau entre Castella i Lleó). Al final, aquell matrimoni va tenir lloc i va portar a una pau entre ambdós regnes el 1197. El Regne de Castella i els almohades també van signar una treva que va durar fins al 1211.

### Segona fase (1211-1212)

#### Abans de la batalla de Las Navas de Tolosa
Alfons VIII es va trobar en una situació perillosa: la inquietant possibilitat de perdre Toledo i tota la vall del Tajo, per això el rei va demanar al papa Innocenci III l'any 1211 que prediqués una croada a la qual no només van respondre els seus súbdits castellans, sinó també el rei Pere II d'Aragó, Sanç VII de Navarra, els odres militars com Calatrava, el Temple, Sant Jaume o Sant Joan, i croats d'arreu d'Europa.
Les hostilitats van començar l'any 1211, quan Alfons VIII va trencar la treva que tenia amb els almohades i va atacar territori andalús. An-Nàssir es va veure obligat a intervenir i va desembarcar a la península Ibèrica aquell mateix any. Mentre els cristians arrasaren les terres de Jaén, els almohades van superar Sierra Morena i la fortalesa de Salvatierra, la fortalesa més important de l'orde de Calatrava des que els almohades van prendre el castell de Calatrava. El juny de 1212, Alfons VIII va prendre Guadalerzas, Malagón, Calatrava i Caracuel.

#### Las Navas de Tolosa
El 16 de juliol, Alfons VIII, Pere II d'Aragó i Sanç VII de Navarra van lluitar contra Muhàmmad an-Nàssir, el califa almohade, a Navas de Tolosa (a prop de Santa Elena ). La batalla es va lliurar a una distància relativament propera, de manera que ni els almohades ni els cristians podien utilitzar arquers en la lluita dominada pel cos a cos.
Els cavallers cristians es van tancar en un combat cos a cos, en el qual eren superiors als musulmans. Els cavallers cristians de l'orde de Santiago van trencar la defensa almohade, causant grans baixes i creant buits que van permetre una punta de llança potencial. El rei Sanç VII va conduir els seus cavallers a través dels buits i va carregar contra el califa, que estava envoltat per un guardaespatlles de guerrers esclaus negres. Tot i que inicialment es creia que aquests homes estaven encadenats per evitar la fugida, ara es creu que prové d'una traducció errònia de "serried", en referència a una formació densa. Els navarresos, dirigits pel rei, el seu rei Sanç VII, van derrotar els guardaespatlles. El califa va escapar, però els moriscos van ser derrotats amb nombroses baixes. Els cristians vencedors van capturar premis de guerra, incloent la tenda i l'estendard de Muhàmmad an-Nàssir, que van ser lliurats al papa Innocenci III.
Les pèrdues cristianes van ser d'unes 2.000 tropes, mentre que les pèrdues musulmanes van ser d'unes 20.000 tropes. Algunes baixes cristianes notables van ser Pedro Gómez de Acevedo, de l'orde de Calatrava; Álvaro Fernández de Valladares, de l'orde de Santiago; i Gomes Ramires, cavaller templer. Ruy Díaz, de l'orde de Calatrava, va ser greument ferit i va haver de dimitir. Aquesta batalla es considera una de les batalles més importants de la conquesta feudal hispànica i la batalla més important d'aquesta guerra. Els cristians també van derrotar els musulmans a Úbeda i Baeza en els 8 dies següents.

## Conseqüències
La derrota dels almohades va accelerar significativament la seva decadència tant a la península Ibèrica com al Magrib una dècada més tard. Això va donar un nou impuls a la Conquesta feudal hispànica i va reduir dràsticament el poder ja declinant dels musulmans a la península Ibèrica i aviat es va dividir en regnes musulmans més petits. Muhàmmad an-Nàssir no va superar la derrota d'aquesta batalla, va anar a Marràqueix i es va tancar al seu palau fins a la seva mort un any després. Castella va conquerir el centre de la Península i algunes dècades més tard va conquerir més territoris al sud d'Espanya com Sevilla, Còrdova i Jaén durant la guerra hispanocristiana-musulmana de 1230-1248.